# Nordhangbahn
De Nordhang is een stoeltjeslift gebouwd door Doppelmayr in 1995 voor de Finkenberger Almbahnen in de Oostenrijkse deelstaat Tirol. De kabelbaan is een vierpersoons koppelbare stoeltjeslift met een zogenaamde bubble, een kap tegen de wind en sneeuwstormen.

## Prestaties
Er zijn 73 stoeltjes die kunnen worden aangekoppeld op de kabel. De kabel draait met 4,5 meter per seconde rond op de kabelbaan. Een ritje naar boven duurt 4,1 minuten en dan is er 1114 meter afgelegd. De capaciteit van de kabelbaan is 2000 personen per uur.